# Attika (griechische Region)
Attika (griechisch Αττική Attikí) ist die bevölkerungsreichste Region (periféria) Griechenlands, die bis 2010 gleichzeitig eine griechische Präfektur (nomos) bildete. In ihr liegt die gleichnamige klassische Landschaft, sie umfasst aber auch weitere, in der Antike nie zu Attika gehörige Gegenden.
In der Antike war Attika das zur Polis Athen gehörige Land, mit einem Heiligtum der Athene auf der Akropolis und einem Poseidontempel am Kap Sunion im Südosten der Landschaft. Noch heute ist Athen die Hauptstadt und das Verwaltungszentrum der Region.
Attika grenzt im Westen an die Region Peloponnes, im Norden an Mittelgriechenland. Die südlichste Insel der Region, Andikythira, befindet sich rund 30 km nordwestlich von Kreta. Wichtige Orte sind der Hafen von Piräus bei Athen und der Ort Marathon im Nordosten. An der Ostküste lag die Stadt Thorikos, bei der nach der griechischen Mythologie die Göttin Demeter an Land gegangen ist.

## Geschichte
Zu den archäologischen Funden zählt der spätneolithische Grabfund aus Attika.
1833 wurde das neu gegründete Königreich Griechenland zunächst in 10 Präfekturen (nomi) geteilt. Attika bildete damals zusammen mit Böotien eine Präfektur. Von 1899 bis 1909 und dann ab 1943 dauerhaft wurden die beiden Gebiete in zwei Präfekturen geteilt. 1964 wurde Piräus als eigenständige Präfektur ausgegliedert, kam jedoch 1972 (zusammen mit den hinzugewonnenen Gebieten Trizinias und den argolischen Inseln Poros, Hydra und Spetses sowie den Ionischen Inseln Kythira und Andikythira) an die Präfektur Attika zurück. Gleichzeitig wurde die Präfektur in die vier Bezirke Athen, Piräus, West- und Ostattika geteilt, die nach und nach dieselben Kompetenzen wie die übrigen griechischen Präfekturen erhielten. 1986 erhielt Attika gleichzeitig den Status einer Verwaltungsregion (gr. diikitiki periferia). Mit der Gemeindereform 1997 wurde die Zahl der attischen Gemeinden durch Zusammenschluss auf 124 reduziert. Mit der Verwaltungsreform von 2010 wurden die Präfekturen und Präfekturbezirke abgeschafft und ihre Kompetenzen an die nunmehr selbstverwaltete Region (periferia) und die erneut auf eine Zahl von 66 reduzierten Gemeinden übertragen. Seither gliedert sich Attika in acht Regionalbezirke (Ez. gr. periferiaki enotita), die jedoch abgesehen von der Sitzzuteilung für den Regionalrat keine politische Bedeutung haben.

## Verwaltungsgliederung
Die Region Attika gliedert sich in acht Regionalbezirke. Proportional zu deren Einwohnerzahl entsenden sie eine bestimmte Anzahl Abgeordneter in den 85-köpfigen Regionalrat.
| Regionalbezirk | Einwohner 2011 | Einwohner 2021 | Sitze | Gemeinden |
| -------------- | -------------- | -------------- | ----- | --- |
| Athen-Zentrum  | 1.029.520      | 1.002.212      | 22    | Athen, Dafni-Ymittos, Filadelfia-Chalkidona, Galatsi, Ilioupoli, Kesariani, Vyronas, Zografos                                                                 |
| Athen-Nord     | 592.490        | 601.163        | 13    | Agia Paraskevi, Filothei-Psychiko, Iraklio, Kifisia, Lykovrysi-Pefki, Marousi, Metamorfosi, Nea Ionia, Papagos-Cholargos, Pendeli, Vrilissia                  |
| Athen-Süd      | 529.826        | 529.455        | 12    | Agios Dimitrios, Alimos, Chalandri, Elliniko-Argyroupoli, Glyfada, Kallithea, Moschato-Tavros, Nea Smyrni, Paleo Faliro                                       |
| Athen-West     | 489.675        | 478.883        | 11    | Agia Varvara, Agii Anargyri-Kamatero, Chaidari, Egaleo, Ilio, Peristeri, Petroupoli                                                                           |
| Piräus         | 448.997        | 448.051        | 10    | Keratsini-Drapetsona, Korydallos, Nikea-Agios Ioannis Rendis, Piräus, Perama                                                                                  |
| Inseln         | 74.651         | 70.005         | 1     | Ägina, Angistri, Hydra, Kythira, Poros, Salamis, Spetses, Trizinia-Methana                                                                                    |
| Ostattika      | 502.348        | 518.755        | 12    | Acharnes, Dionysos, Koropi, Lavrio, Marathon, Markopoulo Mesogeas, Oropos, Pallini, Peania, Rafina-Pikermi, Saronikos, Spata-Artemida, Vari-Voula-Vouliagmeni |
| Westattika     | 160.927        | 165.540        | 4     | Aspropyrgos, Elefsina, Fyli, Mandra-Idyllia, Megara |
| Attika         | 3.828.434      | 3.814.064      | 85    | |

## Wirtschaft
Im Jahr 2006 lag das regionale Bruttoinlandsprodukt je Einwohner, ausgedrückt in Kaufkraftstandards, bei 129,1 % des Durchschnitts der EU-27.
Im Jahr 2017 betrug die Arbeitslosenquote 21,6 %.

## Verkehr

### Straßenverkehr
In Griechenland wird zwischen Landstraßen (einschließlich Nationalstraßen) und vierspurigen Schnellstraßen (Ethniki Odos) ohne baulich getrennte Fahrbahnen einerseits und Autobahnen (Avtokinitodromos) andererseits in der Nummerierung nicht unterschieden.
- Autobahn 1, S, Zen., N (Athen–Lamia–Larisa–Thessaloniki)
- Autobahn 6 (Attiki Odos)
- Autobahn 8 (PATHE, Athen–Korinth–Patras)
- Autobahn 64 (Immitos Ring)
- Autobahn 65 (Egaleo Ring)
- Autobahn 642 (Querspange Attiki Odos–Immitos-Ring)
- Nationalstraße 3, NW
- Nationalstraße 8, Zen., W (durch Autobahn 8 teilweise ersetzt)
- Nationalstraße 8a, Zen., W (durch Autobahn 8 teilweise ersetzt)
- Nationalstraße 54, Zen., E
- Nationalstraße 65, W (durch Autobahn 65 teilweise ersetzt)
- Nationalstraße 79, NE
- Nationalstraße 81, N
- Nationalstraße 83, Cen., NE
- Nationalstraße 85, S-Cen., E Zen., O
- Nationalstraße 89, Cen., S
- Nationalstraße 91, S, E-Zen.

### Schienenverkehr
- Metro Athen, STASY S.A.
- Straßenbahn Athen, STASY S.A.
- Proastiakos, S-Bahnen der OSE
- OSE, Fernverkehr

### Häfen
- Piräus
- Rafina
- Lavrio

## TV
- 902 TV
- High TV
- Magic Peiraia (Piräus)

## Antike Stätten

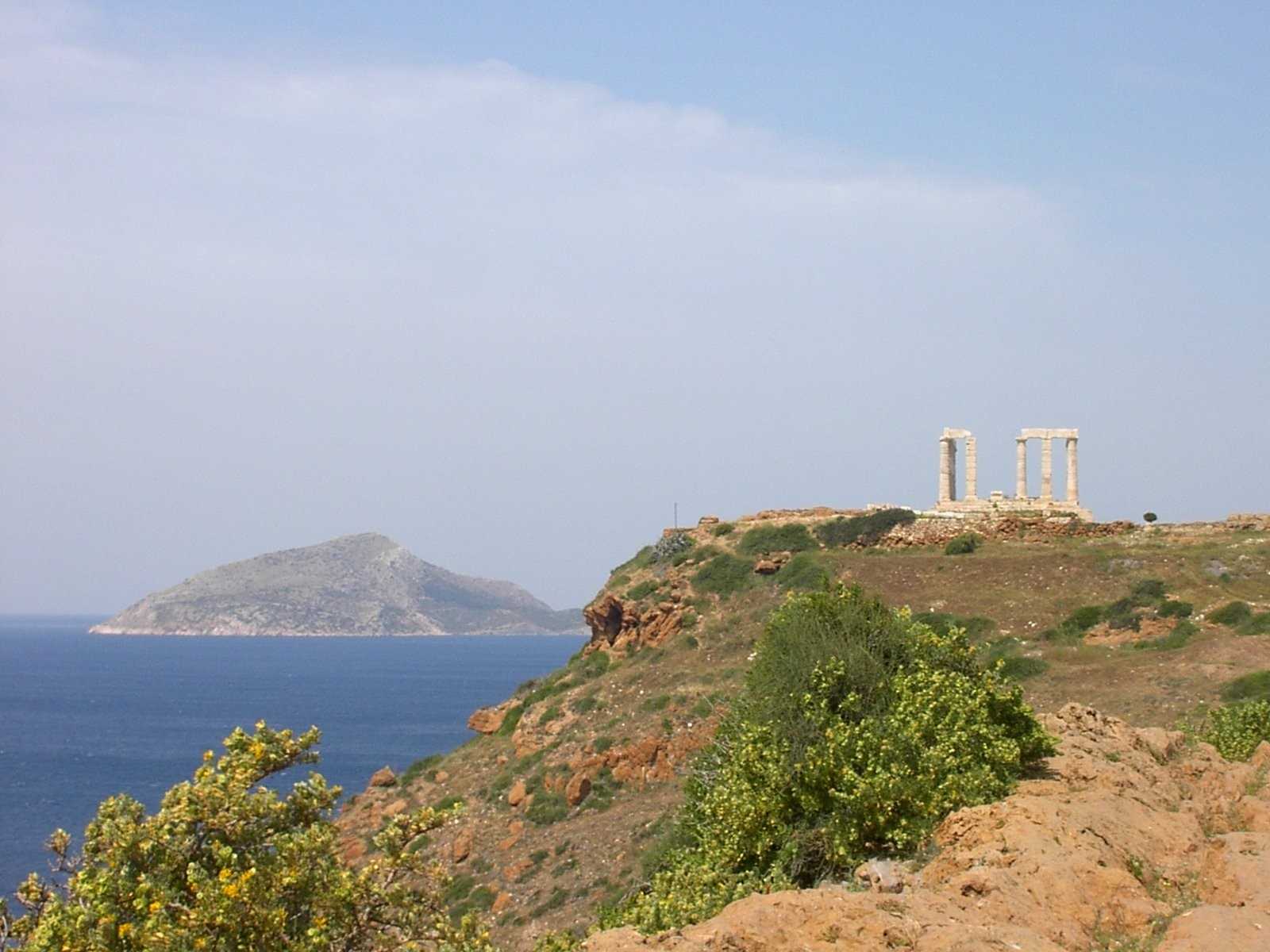
Sounion bei Dämmerung

- Athen
- Kap Sounion
- Eleusis